# Tabitha Stevens
Tabitha Stevens, nome artístico de Kelly Garrett, Nova Iorque, 16 de fevereiro de 1970) é uma atriz pornográfica estadunidense. Mora actualmente em Las Vegas no estado de Nevada.
Começou no cinema adulto no ano de 1995, fazendo até 2005 por volta de duzentos filmes (excluindo coletâneas e participações sem sexo), também actuou como diretora em alguns poucos filmes. É conhecida pelas inúmeras operações plásticas que fez em seu corpo e rosto, dizendo ter gasto ao menos cerca de 200 mil dólares com diversos procedimentos.
Em 2007, foi inclusa no hall da fama AVN.
Também apareceu em diversos comerciais da Sega e para a série Street Fighter.

## Filmografia parcial
- Babewatch # 7
- Blonde Squirt
- Blowjob Adventures Of Dr. Fellatio # 13, # 15
- California Cocksuckers # 7
- Dangerous Flesh
- Forbidden Anal Adventure
- Fuck 'em All
- Naughty Nurses # 2, # 4
- Planet X # 2, # 3
- S.M.U.T. # 10
- Sleaze
- TNA TV

## Ligações Externas
- Página oficial
- Tabitha Stevens. no IMDb.